# Jaime Paz Zamora
Jaime Paz Zamora, född 15 april 1939 i Cochabamba, är en boliviansk politiker. Han var president 6 augusti 1989–6 augusti 1993.